# Andora na Mistrzostwach Świata w Lekkoatletyce 2009
Andora na Mistrzostwach Świata w Lekkoatletyce 2009 – reprezentacja Andory podczas czempionatu w Berlinie liczyła 2 członków. Oboje zawodników z Pirenejów odpadło eliminacjach swoich konkurencji.

## Występy reprezentantów Andory

### Mężczyźni
- Bieg na 1500 m
  - Victor Martínez z czasem 4:02.10 zajął ostatecznie 49. miejsce

### Kobiety
- Bieg na 800 m
  - Natalia Gallego z czasem 2:18.75 zajęła ostatecznie 40. miejsce